# Liptovská Anna
Liptovská Anna (hongrois : Szentanna) est un village de Slovaquie situé dans la région de Žilina.

## Histoire
La première mention écrite du village date de 1396.

## Démographie

### Évolution de la population
| Année:               | 1994. | 2004.   | 2014.   | 2024.    |
| -------------------- | ----- | ------- | ------- | -------- |
| Nombre de personnes: | 104   | 94      | 86      | 104      |
| Différence:          |       | -9,61 % | -8,51 % | +20,93 % |

| Année:               | 2023. | 2024.   |
| -------------------- | ----- | ------- |
| Nombre de personnes: | 97    | 104     |
| Différence:          |       | +7,21 % |